# Église en bois d'Urși
L’église en bois d’Urși, quartier de la commune roumaine de Popești dans le județ de Vâlcea, au nord de l’Oltenie, a été bâtie au XIXe siècle et consacrée à l’Annonciation et à l’archange Michel. Cette église est inscrite sur la liste du patrimoine national depuis 2004 (LMI 2004: VL-II-m-B-09954).

## Histoire
Elle a été construite en 1757. Sur la façade de l'ouest est gravée dans le bois une autre date : 7303 (qui correspond aux années 1794-1795). L'inscription de la porte d'entrée annonce les fondateurs ; à l'intérieur se trouve une autre inscription peinte qui spécifie leurs noms : Ion Danciu et prêtre (popa) Constandin
On pense que la deuxième étape de la construction est l’année 1843. Le nouveau fondateur est Nicolae Milcoveanu avec sa famille. Il a rénové et repeint l'église. 

## Architecture
L’église a été bâtie en bois de chêne, avec les poutres rangées horizontalement.
On a exécuté une peinture dans la technique de la fresque, utilisant le bois comme support, mais la voûte est peinte directement sur bois. La surface des poutres a été spécialement travaillée pour faire adhérer le mortier de chaux. Les noms de peintres sont : Gheorghe, Nicolae et Ioan.

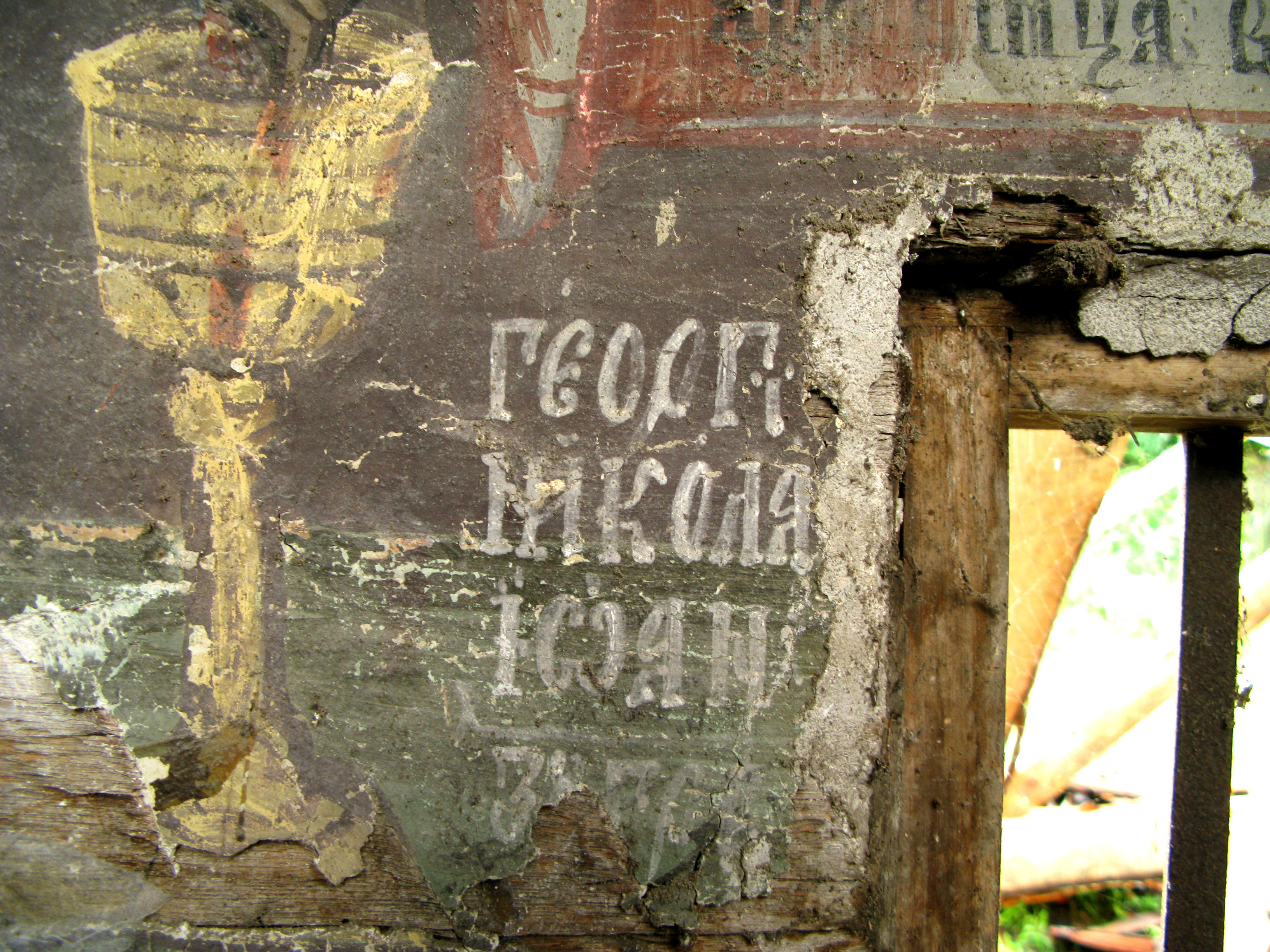
Peintres
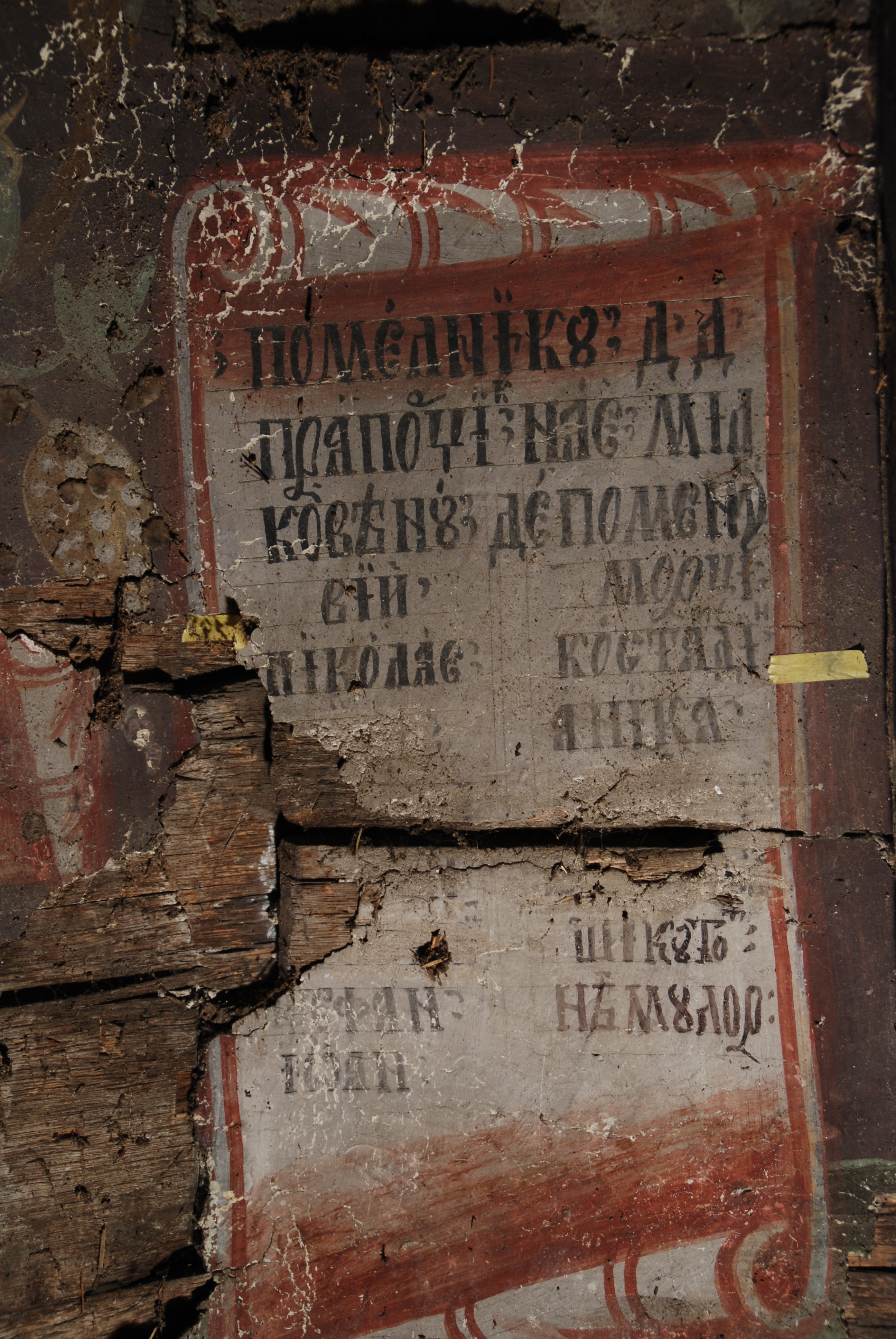
Les noms des fondateurs
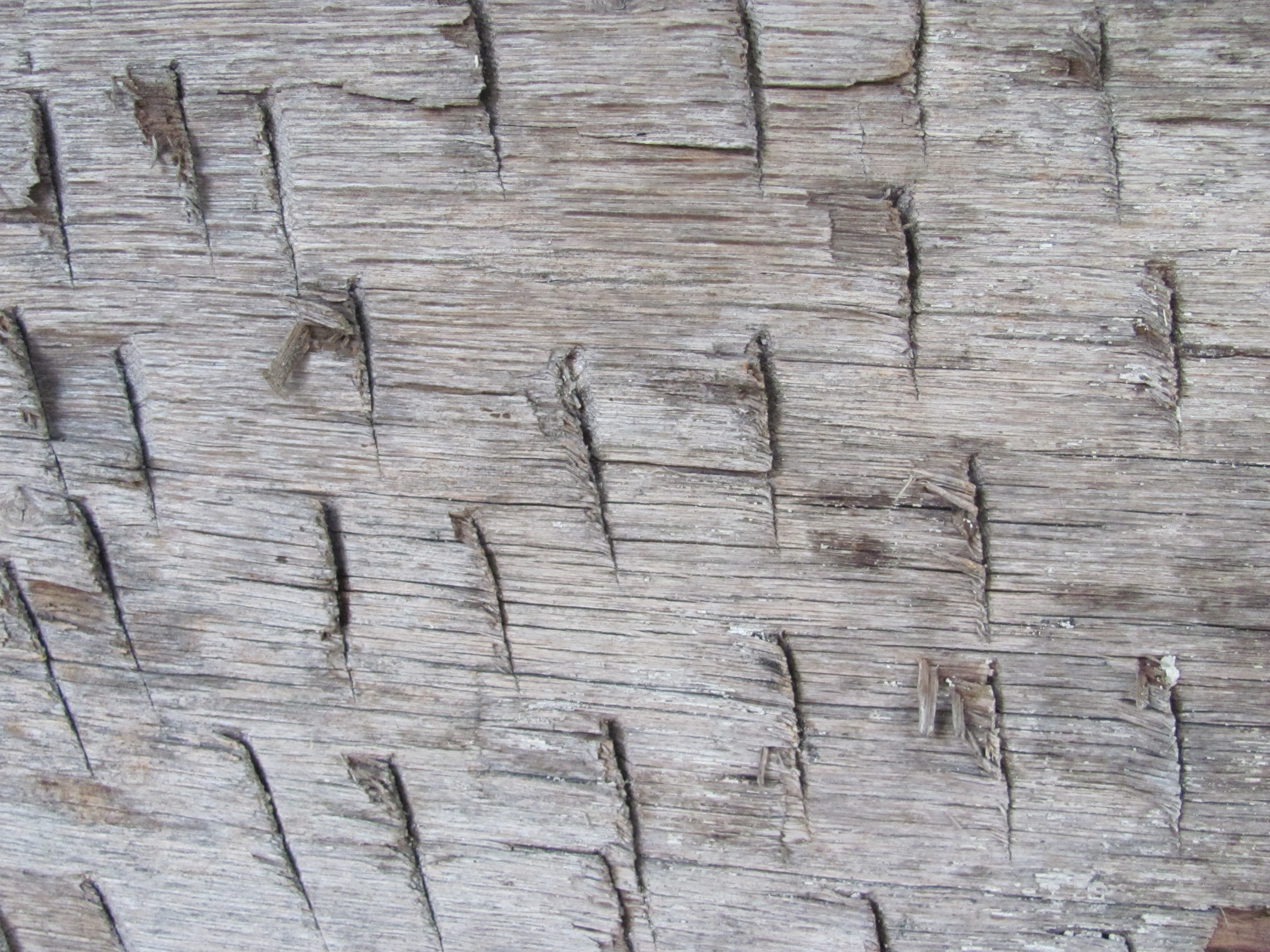
Préparation du bois